# Sturmella reticulata
Sturmella reticulata är en insektsart som beskrevs av Maximilian Spinola. Sturmella reticulata ingår i släktet Sturmella och familjen hornstritar. Inga underarter finns listade i Catalogue of Life.